# 上奉镇
上奉镇，是中华人民共和国江西省九江市修水县下辖的一个乡镇级行政单位。

## 行政区划
上奉镇下辖以下地区：
观前社区、石街村、山背村、石坪村、沙洲村、湖山村、观前村和麻洞村。